# Kommandant af fugleøen
Kommandant af fugleøen (russisk: Комендант Птичьего острова) er en sovjetisk film fra 1939 af Vasilij Pronin.

## Medvirkende
- Aleksej Dolinin
- Nikolaj Dorokhin
- Nikolaj Gorlov
- Aleksandr Gretjanyj
- Leonid Kmit som Kositsyn